# Hol vagy, én szerelmes
A Hol vagy, én szerelmes Jézus Krisztusom kezdetű katolikus népének először a Tárkányi-Zsasskovszky énektárban jelent meg.
Feldolgozás:
| Szerző       | Mire          | Mű                     |
| ------------ | ------------- | ---------------------- |
| Bárdos Lajos | vegyeskar     | Musica Sacra I/4       |
| Petres Csaba | három furulya | Tarka madár, 93. kotta |

## Kotta és dallam
| Hol vagy, én szerelmes Jézus Krisztusom? Hol talállak téged, kegyes Megváltóm? Adj világosságot, mert fényes vagy, Nálad nélkül szívem igen bágyadt. | Téged az én lelkem kíván keresni, Mert tenálad nélkül el kell kárhozni; Ó szerelmes Krisztus, fordulj hozzám, Vigasztald meg szívem, tekints énrám. | Míg fel nem talállak, keresni foglak, Mind éjjel, mind nappal sírva kiáltlak. Ó jelenj meg, Krisztus, szomorúnak, Vigasztalást hozzál te szolgádnak. |
| Ha fel nem talállak, kegyes Krisztusom, Elkárhozik lelkem, bizonnyal tudom: Ó siess hát hozzám, ne távozzál, Ó szerelmes Krisztus, jöjj, vigasztalj. | Veled az én lelkem kíván lakozni, Kívüled nem óhajt senkit szeretni; Nálad nélkül éltem keserűség, Halálom is véled gyönyörűség.                    | Ahová csak fordulsz, híven követlek, Téged, Megváltómat, szívből szeretlek. Add, hogy lelkem, Jézus, téged áldjon, Holtom után véled vigadozzon.     |

## Felvételek
- Hol vagy, én szerelmes. Santa Cecília (Hozzáférés: 2017. január 7.) (audió)
- Buják - a Tours-i Szent Márton-plébániatemplom midi orgonája II. YouTube (2012. február 18.)  (Hozzáférés: 2017. január 7.) (videó) orgona
- Hol vagy én szerelmes Jézus Krisztusom - magyar egyházi népének. Takács Éva  YouTube (2013. május 26.)  (audió) (dallamváltozat)